# Z 27500
,,
Les Z 27500 sont des rames automotrices électriques de la SNCF (officiellement éléments automoteurs électriques), destinées au trafic TER.
Il s’agit de la version électrique de l’AGC de Bombardier, aussi appelée ZGC.

## Description

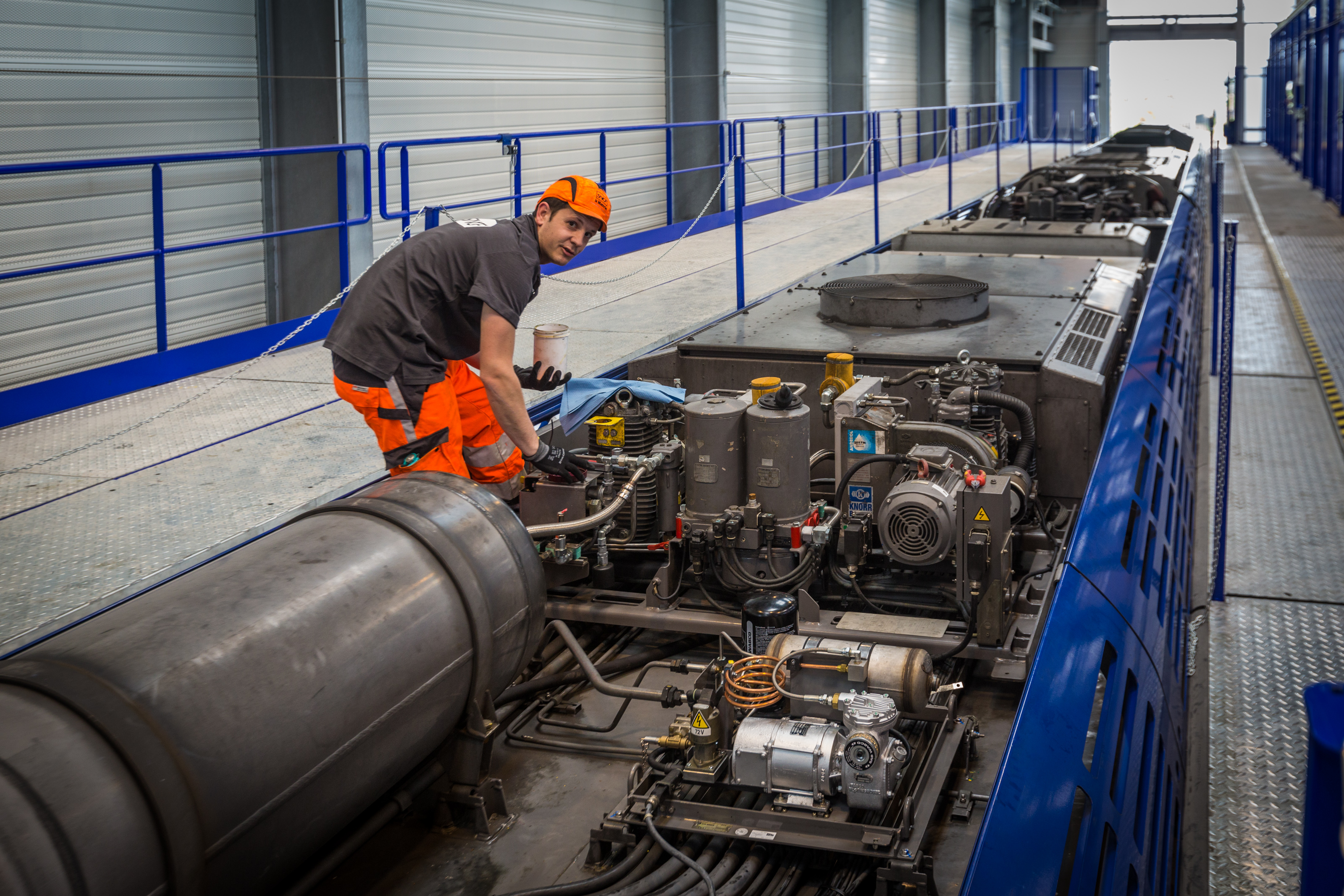
Ligne de toiture d'une rame ZGC au technicentre de Mulhouse.

Les Z 27500 sont disponibles en versions à trois ou quatre caisses. Ils peuvent composer des trains en unité multiple (UM) comportant jusqu'à trois éléments. Les Z 27500 Lorraine ont la particularité de pouvoir circuler en UM couplés avec les X 76500, qui sont équipés d'une commande pour lever les pantographes. En 2010, les neuf engins de la région Basse-Normandie, commandés en version tricaisse, ont reçu une caisse intermédiaire supplémentaire afin de passer à quatre caisses. La région Alsace a également fait procéder au passage à quatre caisses de plusieurs rames tricaisses.

Équipement intérieur et accessibilité.
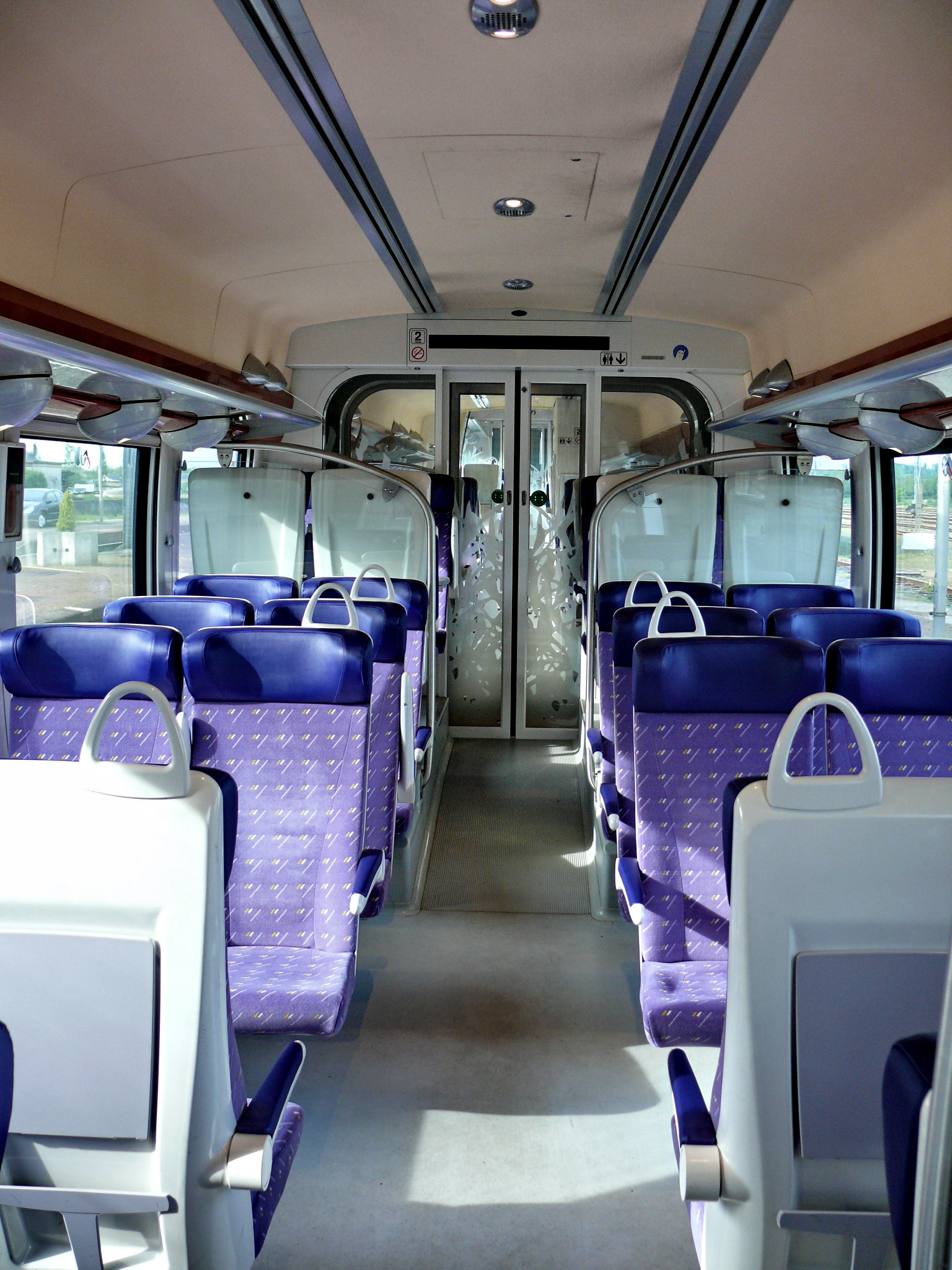
Intérieur d'une Z 27500 (classe unique).
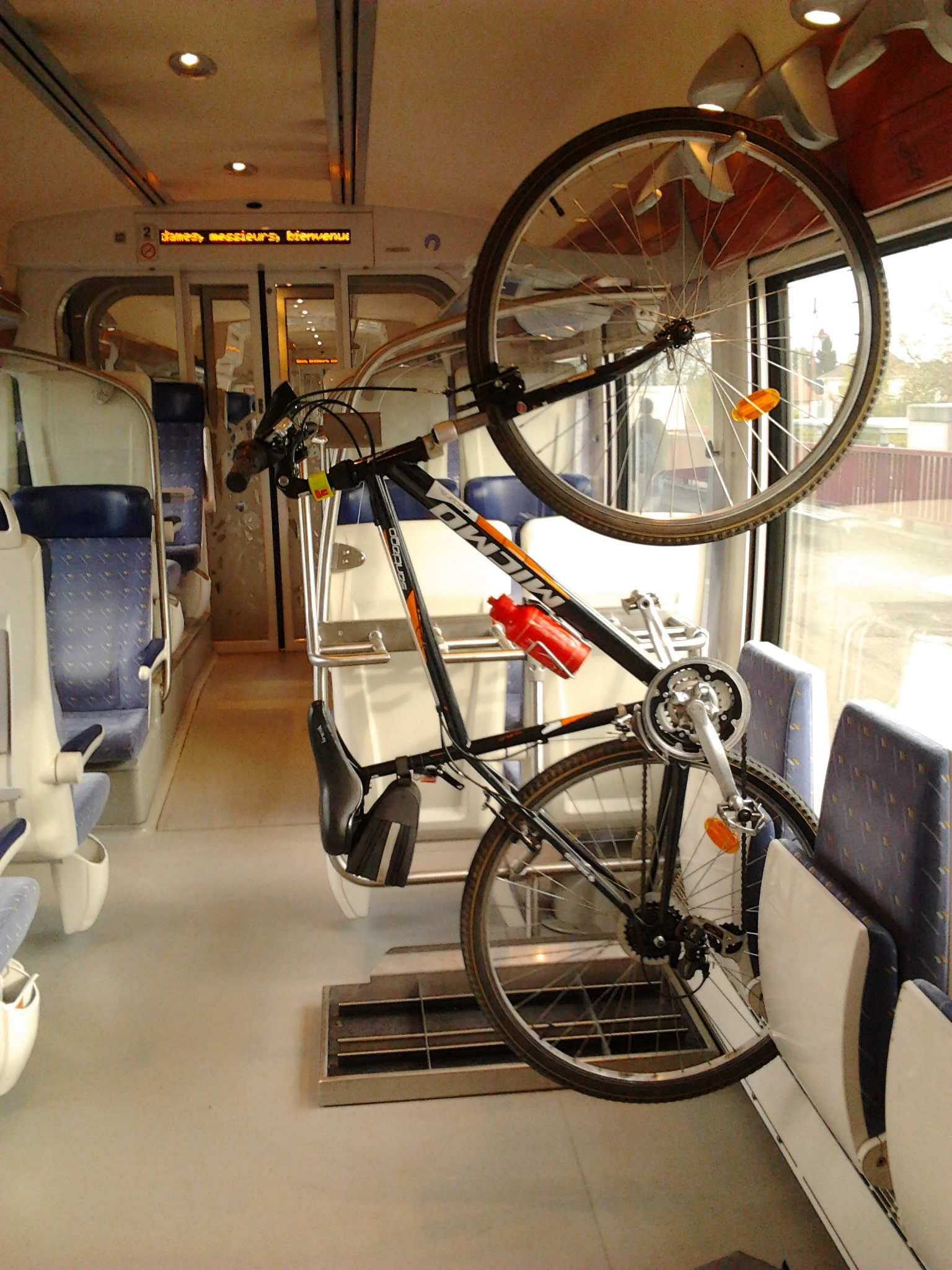
Un vélo accroché à bord.

## Services effectués

### TER Auvergne-Rhône-Alpes
- Ambérieu-en-Bugey – Bourg-en-Bresse – Mâcon
- Annecy – La Roche-sur-Foron – Cluses – Saint-Gervais-les-Bains
- Annemasse – Thonon-les-Bains – Évian-les-Bains
- Annemasse – La Roche-sur-Foron – Bonneville – Cluses – Sallanches - Combloux - Megève – Saint-Gervais-les-Bains-Le Fayet
- Annecy – Grenoble – Valence
- Lyon-Part-Dieu – Culoz – Aix-les-Bains-Le Revard – Annecy
- Lyon-Part-Dieu – Culoz – Bellegarde – Genève-Cornavin
- Lyon-Part-Dieu – Culoz – Bellegarde – Annemasse – Thonon-les-Bains – Évian-les-Bains
- Lyon-Part-Dieu – Culoz – Bellegarde – Annemasse – La Roche-sur-Foron – Bonneville – Cluses – Sallanches - Combloux - Megève – Saint-Gervais-les-Bains-Le Fayet

### TER Bourgogne-Franche-Comté
- Moulins-sur-Allier – Nevers
- Dijon – Laroche - Migennes
- Dijon – Mâcon – Lyon
- Dijon – Besançon – Belfort
- Dijon – Dole – Pontarlier

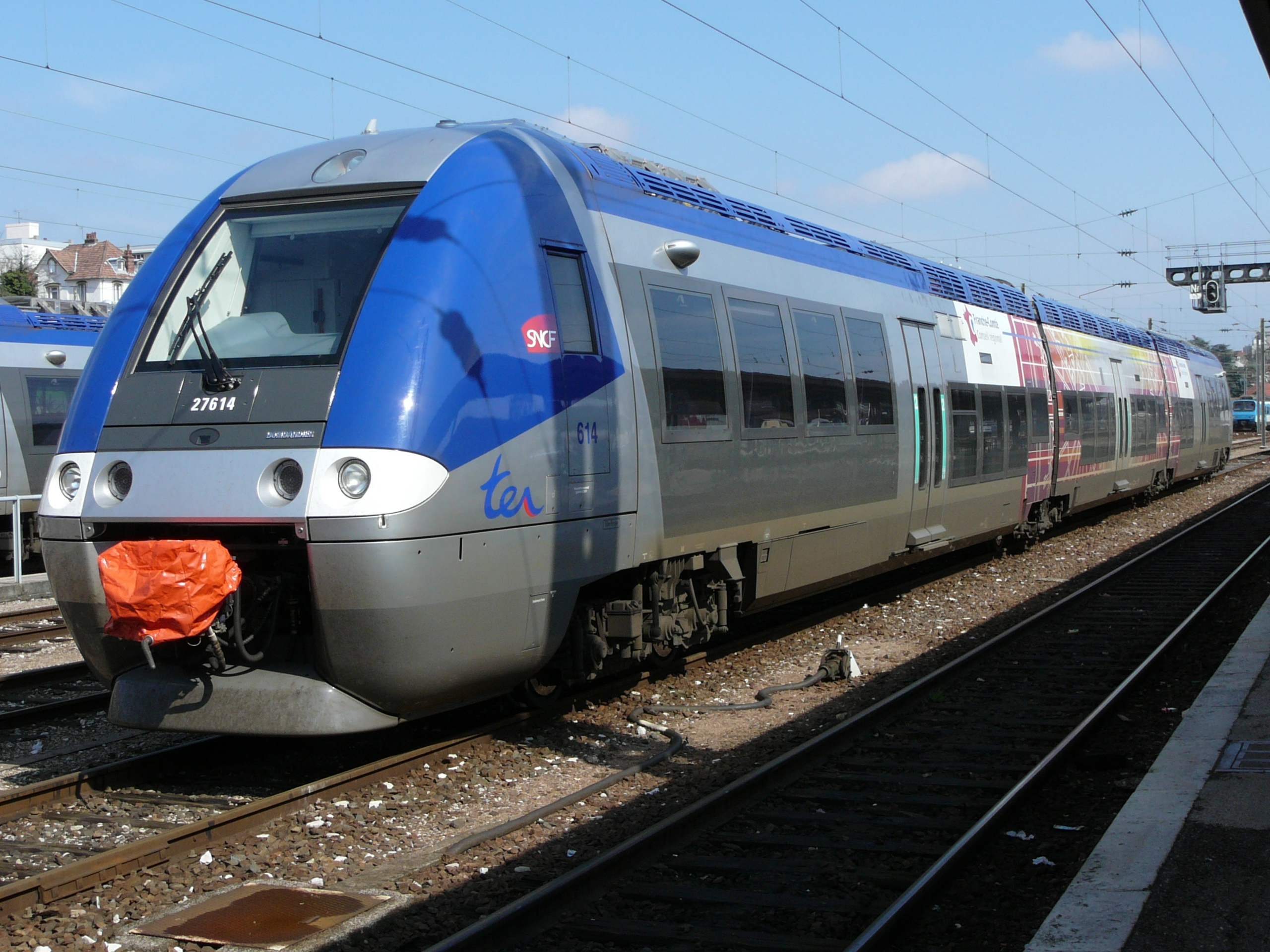
ZGC Franche-Comté en gare de Besançon.

- Besançon – Mouchard – Lons-le-Saunier
- Lyon – Lons-le-Saunier – Besançon – Belfort (occasionnel)
- Belfort – Meroux – Delle

### TER Bretagne

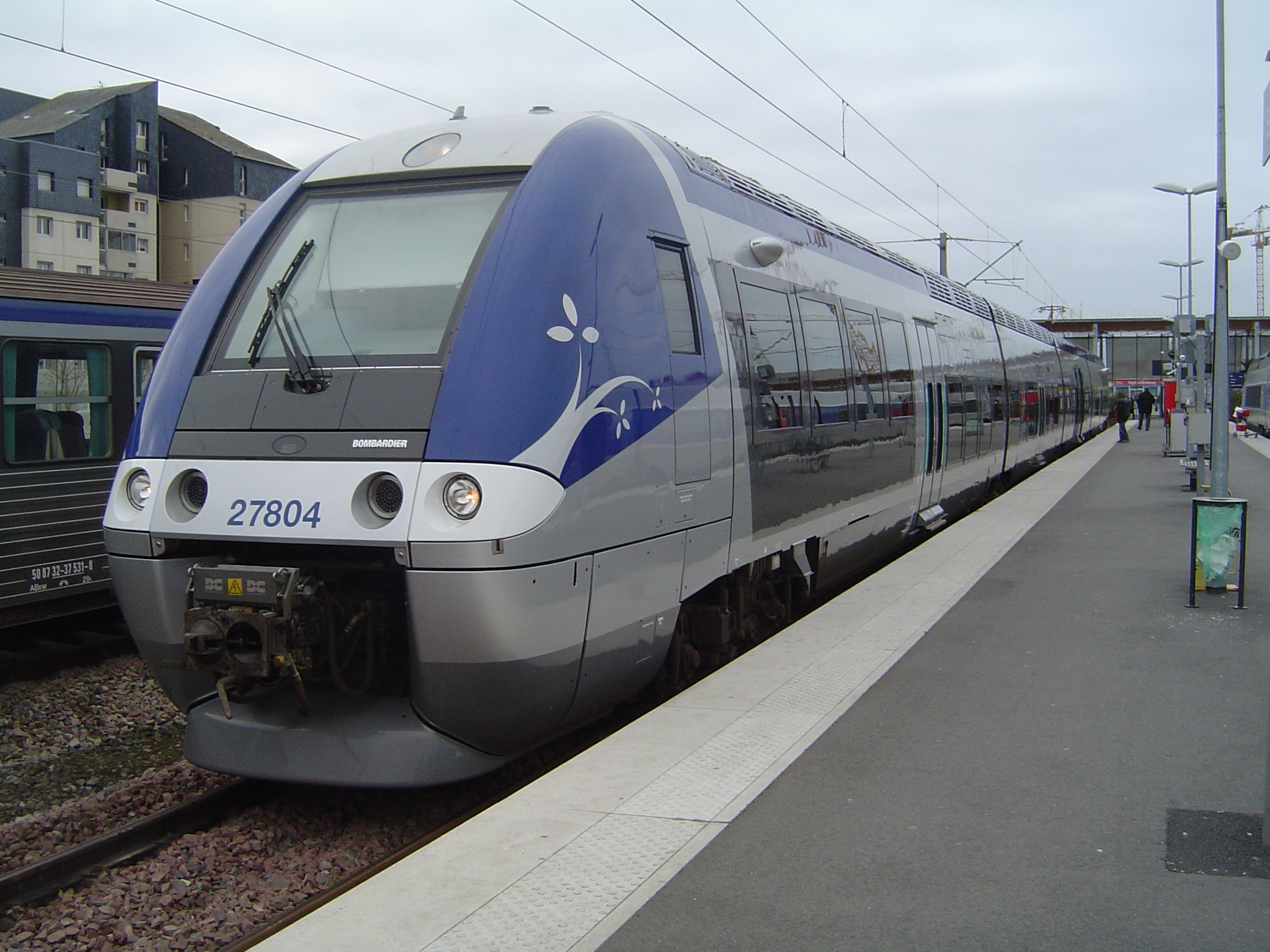
ZGC TER Bretagne en gare de Saint-Malo.

- Brest – Morlaix
- Brest – Landerneau
- Rennes – Saint-Malo
- Rennes – Saint-Brieuc
- Rennes – Redon
- Redon – Vannes – Lorient

### TER Centre-Val de Loire
- Tours – Bourges
- Tours – Blois – Orléans
- Tours – Saumur
- Tours – Poitiers
- Orléans – Nevers
- Orléans - Argenton-sur-Creuse

### TER Grand Est
- Strasbourg – Saverne – Sarrebourg
- Strasbourg – Sélestat
- Bâle – Mulhouse
- Mulhouse – Belfort
- Mulhouse – Colmar

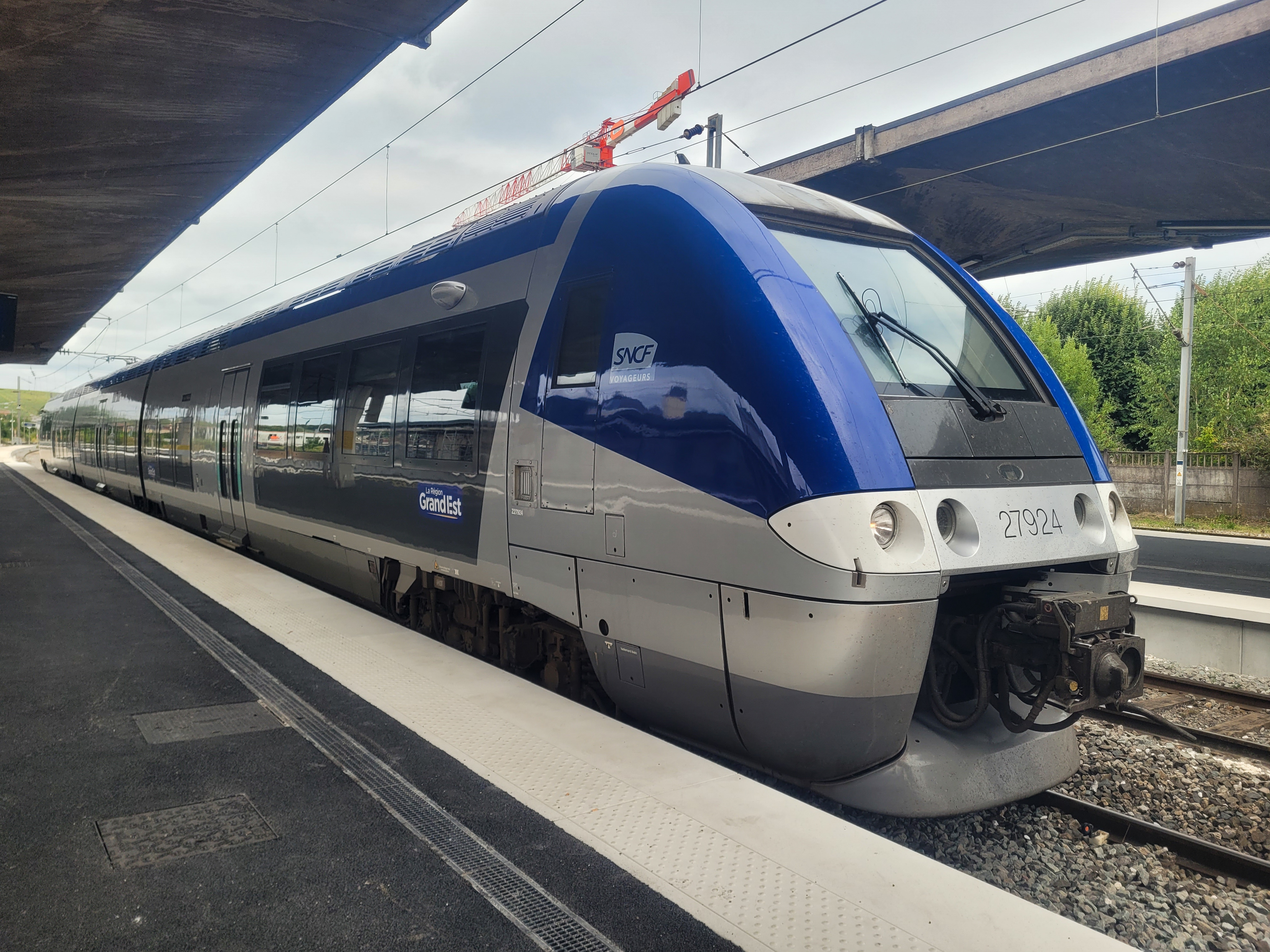
ZGC TER Grand Est en gare d'Épernay.

- Reims – Charleville-Mézières – Sedan
- Reims – Épernay – Château-Thierry
- Nancy – Épinal – Remiremont
- Nancy – Reims
- Nancy – Saint-Dié-des-Vosges
- Nancy – Longwy
- Nancy – Metz
- Nancy – Strasbourg
- Metz – Strasbourg
- Metz – Forbach
- Thionville – Charleville-Mézières
- Thionville – Longwy

### TER Normandie
- Caen – Cherbourg
- Caen – Saint-Lô
- Lisieux – Trouville - Deauville

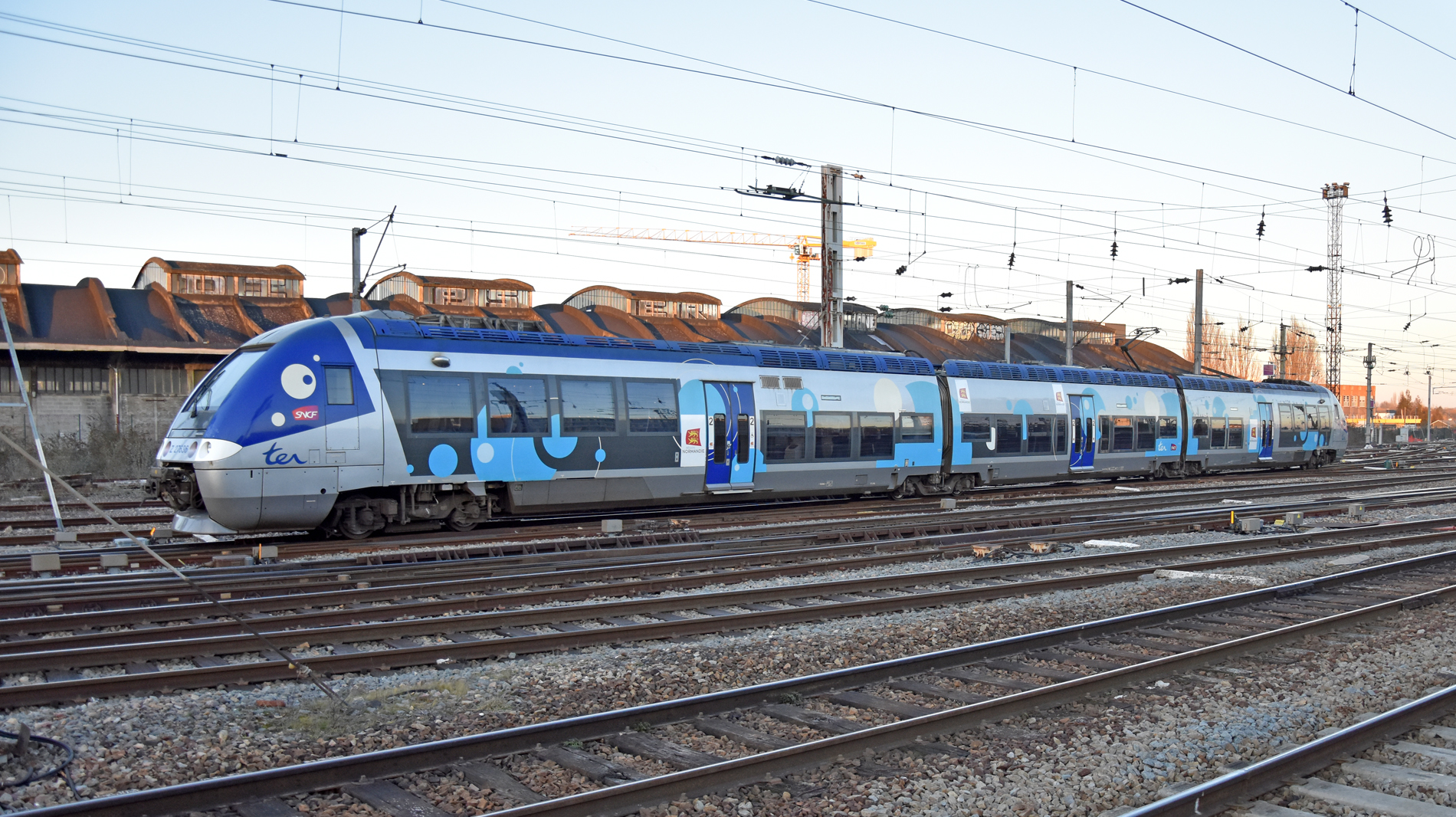
ZGC en livrée TER Normandie en gare d'Amiens.

- Elbeuf - Saint-Aubin – Rouen – Yvetot
- Evreux – Mantes-la-Jolie
- Evreux – Lisieux – Caen
- Rouen – Amiens
- Rouen – Le Havre
- Serqueux – Gisors

### TER Occitanie
- Cerbère ou Portbou – Avignon
- Cerbère ou Portbou – Marseille
- Béziers – Neussargues
- Perpignan – Villefranche - Vernet-les-Bains
- Toulouse – Agen
- Toulouse – Brive-la-Gaillarde
- Toulouse – Narbonne
- Toulouse – Latour-de-Carol - Enveitg
- Toulouse – Pau

### TER Pays de la Loire
- Nantes – Les Sables-d'Olonne
- Le Mans – Le Croisic
- Angers – Thouars

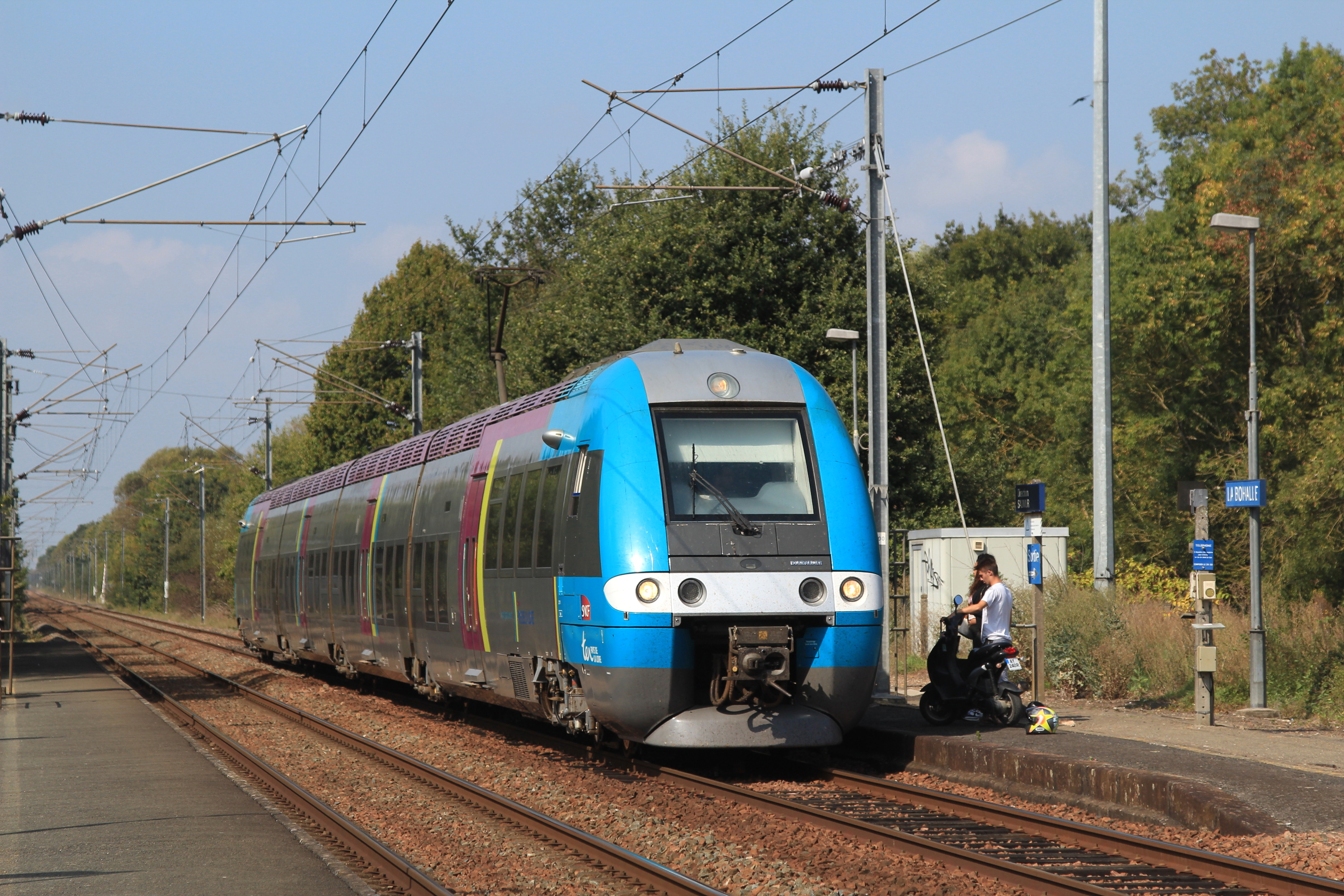
ZGC en livrée TER Pays de la Loire à La Bohalle.

- Saint-Nazaire – Redon jusqu'à la disparition de cette relation
- Redon – Nantes
- Nantes – Rennes
- Rennes – Le Mans

## Répartition du parc

### Propriétaires
Au 28 février 2024, les 211 Z 27500 sont détenus par 8 propriétaires répartis de la façon suivante :
| Propriétaire            | Effectif 3 caisses | Effectif 4 caisses | Effectif total | STF | Observation |
| ----------------------- | ------------------ | ------------------ | -------------- | --- | ----------- |
| Auvergne-Rhône-Alpes    |                    | 15                 | 15             | STF Rhône-Alpes                                                                                                   |             |
| Bourgogne-Franche-Comté | 14                 |                    | 14             | STF Bourgogne-Franche-Comté                                                                                       |             |
| Bretagne                | 6                  | 8                  | 14             | STF Bretagne |             |
| Centre-Val de Loire     |                    | 20                 | 20             | STF Centre-Tours                                                                                                  |             |
| Grand Est               | 31                 | 20                 | 51             | STF Alsace : 6 à 4 caisses STF Champagne-Ardenne : 13 à 3 caisses STF Lorraine : 18 à 3 caisses et 14 à 4 caisses |             |
| Normandie               | 24                 | 6                  | 30             | STF Normandie |             |
| Occitanie               | 19                 | 37                 | 56             | STF Languedoc-Roussillon : 37 à 4 caisses STF Midi-Pyrénées : 19 à 3 caisses                                      |             |
| Pays de la Loire        |                    | 11                 | 11             | STF Pays de la Loire                                                                                              |             |
| Total                   | 94                 | 117                | 211            | |             |

### Dépôts titulaires
Les 211 exemplaires de Z 27500 en service au 28 février 2024 sont gérés par 11 supervisions techniques de flotte (STF) répartis de la façon suivante :
| STF                         | Effectif 3 caisses | Effectif 4 caisses | Effectif total | Propriétaire            | Observation |
| --------------------------- | ------------------ | ------------------ | -------------- | ----------------------- | ----------- |
| STF Rhône-Alpes             |                    | 15                 | 15             | Auvergne-Rhône-Alpes    |             |
| STF Bourgogne-Franche-Comté | 14                 |                    | 14             | Bourgogne-Franche-Comté |             |
| STF Bretagne                | 6                  | 8                  | 14             | Bretagne                |             |
| STF Centre-Tours            |                    | 20                 | 20             | Centre-Val de Loire     |             |
| STF Champagne-Ardenne       | 13                 |                    | 13             | Grand Est               |             |
| STF Alsace                  |                    | 6                  | 6              | Grand Est               |             |
| STF Lorraine                | 18                 | 14                 | 32             | Grand Est               |             |
| STF Languedoc-Roussillon    |                    | 37                 | 37             | Occitanie               |             |
| STF Midi-Pyrnénées          | 19                 |                    | 19             | Occitanie               |             |
| STF Normandie               | 24                 | 6                  | 30             | Normandie               |             |
| STF Pays de la Loire        |                    | 11                 | 11             | Pays de la Loire        |             |

## Modélisme
- La marque LS Models a reproduit cette automotrice à l'échelle HO en commençant par la Z 27505/506, une rame à 3 voitures.

## Sources